# 5941 Valencia
5941 Valencia (1982 UQ6) là một tiểu hành tinh vành đai chính được phát hiện ngày 20 tháng 10 năm 1982 bởi Lyudmila Karachkina ở Nauchnyj. Nó được đặt theo tên thành phố thuộc Valencia, Tây Ban Nha.